# Ивашина, Татьяна Алексеевна
Татьяна Алексеевна Ивашина (род. 25 апреля 1973, Омская область) — российская самбистка и дзюдоистка, призёр международных турниров по дзюдо, чемпионка и призёр чемпионатов России по самбо, 5-кратная обладательница Кубка мира по самбо, чемпионка Европы и мира по самбо, Заслуженный мастер спорта России по самбо (1996), Заслуженный тренер России (2004). По самбо выступала в лёгкой весовой категории (до 56 кг). Её наставником был Виктор Иващенко, ставший впоследствии её мужем. В 1994 году окончила Омское республиканское училище олимпийского резерва. Тренер по самбо и дзюдо. Воспитанницами Ивашиной были Елена Иващенко, Татьяна Шушакова, И. Кириллова, Наталья Казанцева. Елена Иващенко была приёмной дочерью Ивашиной.

## Спортивные результаты
- Чемпионат России по самбо среди женщин 1994 года — ;
- Чемпионат России по самбо среди женщин 1995 года — ;